# Бурова платформа

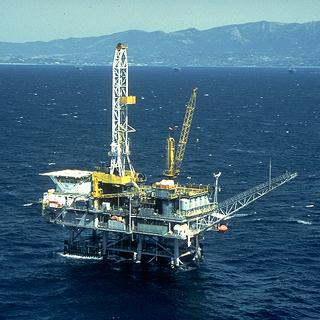
Морська бурова платформа

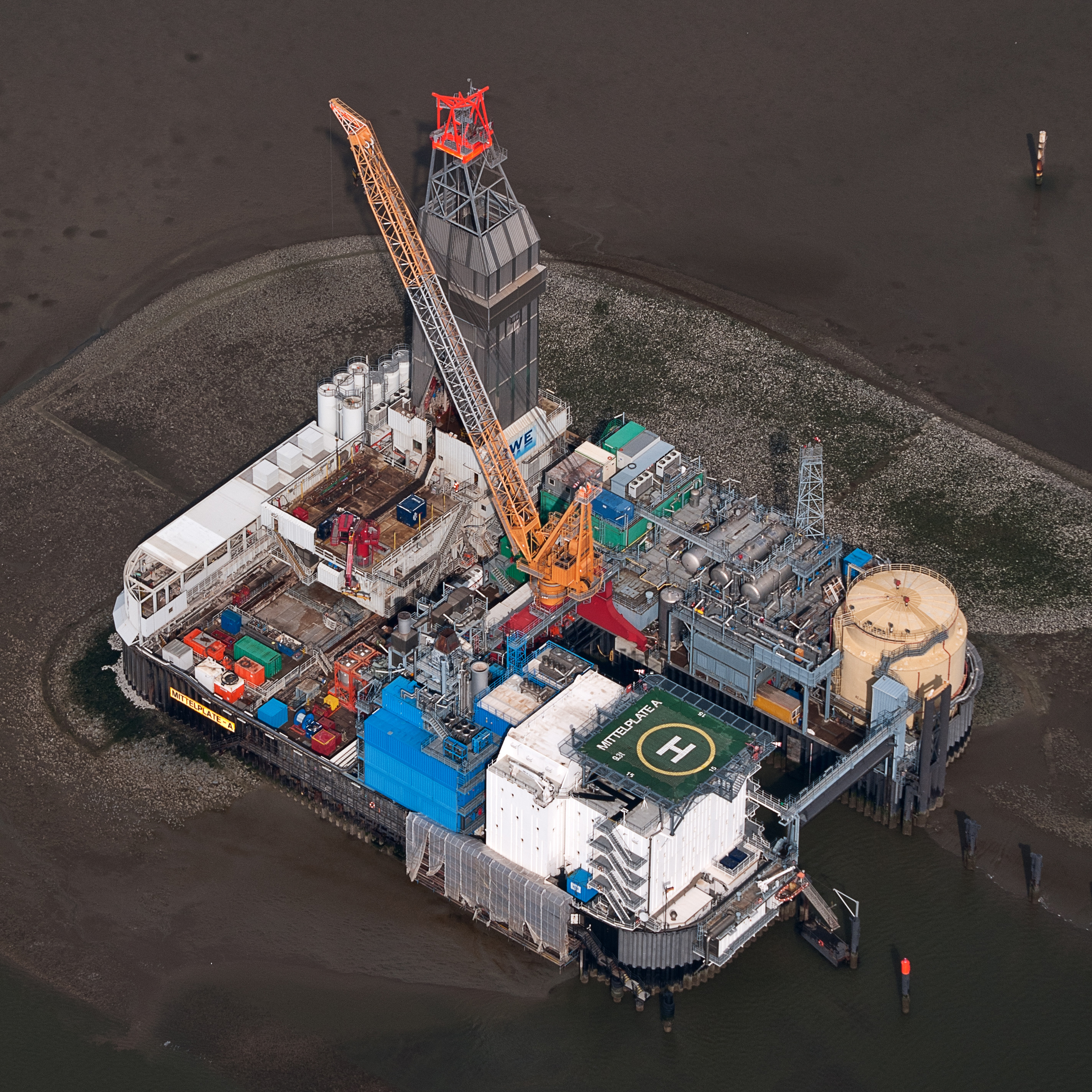

Бурова́ платфо́рма (рос. буровая платформа; англ. drilling platform; нім. Bohrplattform, Bohrinsel) — технічна споруда або установка в акваторіях для буріння на розвідку та заради видобутку вуглеводнів з-під дна моря.

## Історія
На початку 1930-х років «Texas Company» розробила перші пересувні сталеві баржі для буріння в солонистих прибережних районах заток.
Першу нафтову платформу, побудовану компанією «Superior Oil», помістили в прибережну область штату Луїзіана в 1938 році.
Першу морську нафтову платформу, Нафтові Камені, побудували на металевих естакадах у 1949 році в Каспійському морі на відстані близько 40 км на схід від Апшеронского півострова на території Азербайджану. Вона входить до переліку Книги рекордів Гіннеса як найстаріша морська нафтова платформа.
Британські форти Маунселла, побудовані під час Другої світової війни, вважають прямими попередниками сучасних офшорних нафтових платформ. Після того, як конструкції були споруджені за дуже короткий час, вони були протранспортовані до місця призначення та розміщені на мілкому дні Темзи та лиману р. Мерсі.
У 1954 році фірма «Zapata Oil» створила самопідіймальну бурову платформу з електромеханічним обладнанням.
Промислове освоєння континентального шельфу розпочалося в 1960-х роках. У 1958 р. роботи на морських нафтопромислах проводили лише 4 країни світу, у 1960 р. — 15 країн, а у 1973 р. — близько 100 (у тому числі пошуково-розвідувальні роботи). 25 із них уже видобували нафту та газ на морі. Уже в середині 1970-х років тисячі нафтових свердловин були розсіяні по Атлантичному океану, від Північного моря до Мексиканської затоки, зокрема у водах Західної Африки, Аргентини, Бразилії, Колумбії. Розташовувались вони по краю континентального шельфу на глибині до 200 м, зрідка дещо більшій. Станом на 2010 р. у світі працювало понад 620 мобільних офшорних бурових установок. У 1967 р. свердловини відкритого моря дали 16 % усієї видобутої на Землі нафти, у 1972 р. — 25 %, а на початку 1980-х ця частка складала приблизно 30 %.
Найбільша у світі на початку XXI століття і найвища на 2020 рік бурова платформа «Троль-А» розташована на родовищі газу «Поле Тролів» за 60 км від узбережжя Норвегії. Введена в експлуатацію у 1996 році. Загальна висота — 472 м (висота надводної частини — 300 м). Глибина моря — 369 м. Поєднує 39 свердловин в околиці 0,5 км. Термін служби — 50 років.
На 2020 рік найбільша нафтова платформа — «Гібернія», біля о. Ньюфаундленд, Канада. ЇЇ загальна висота складає 224 м. Надводна частина важить 41 000 т, а загальна вага — 1,2 млн т.
Найглибша нафтова платформа — «Стоунз» у Мексиканській затоці. Розташована за 320 км від м. Новий Орлеан і працює з 2016 року. Глибина в районі її розташування  — майже 3 км.

## Загальна характеристика
Бурові платформи в основному несамохідні. Допустима швидкість їх буксирування становить 4-6 вузлів (при хвилюванні моря до 3 балів, вітру- від 4 до 5 балів). У робочому стані на точці буріння витримують сумісну дію при висоті хвиль до 15 м і вітру із швидкістю до 45 м/с. Експлуатаційна маса плавучих бурових платформ (з технологічними запасами 1 700-3 000 т) сягає 11 000-18 000 т, автономність роботи по суднових і технологічних запасах 30-90 діб. Потужність енергетичного устаткування бурових платформ 4-12 МВт.

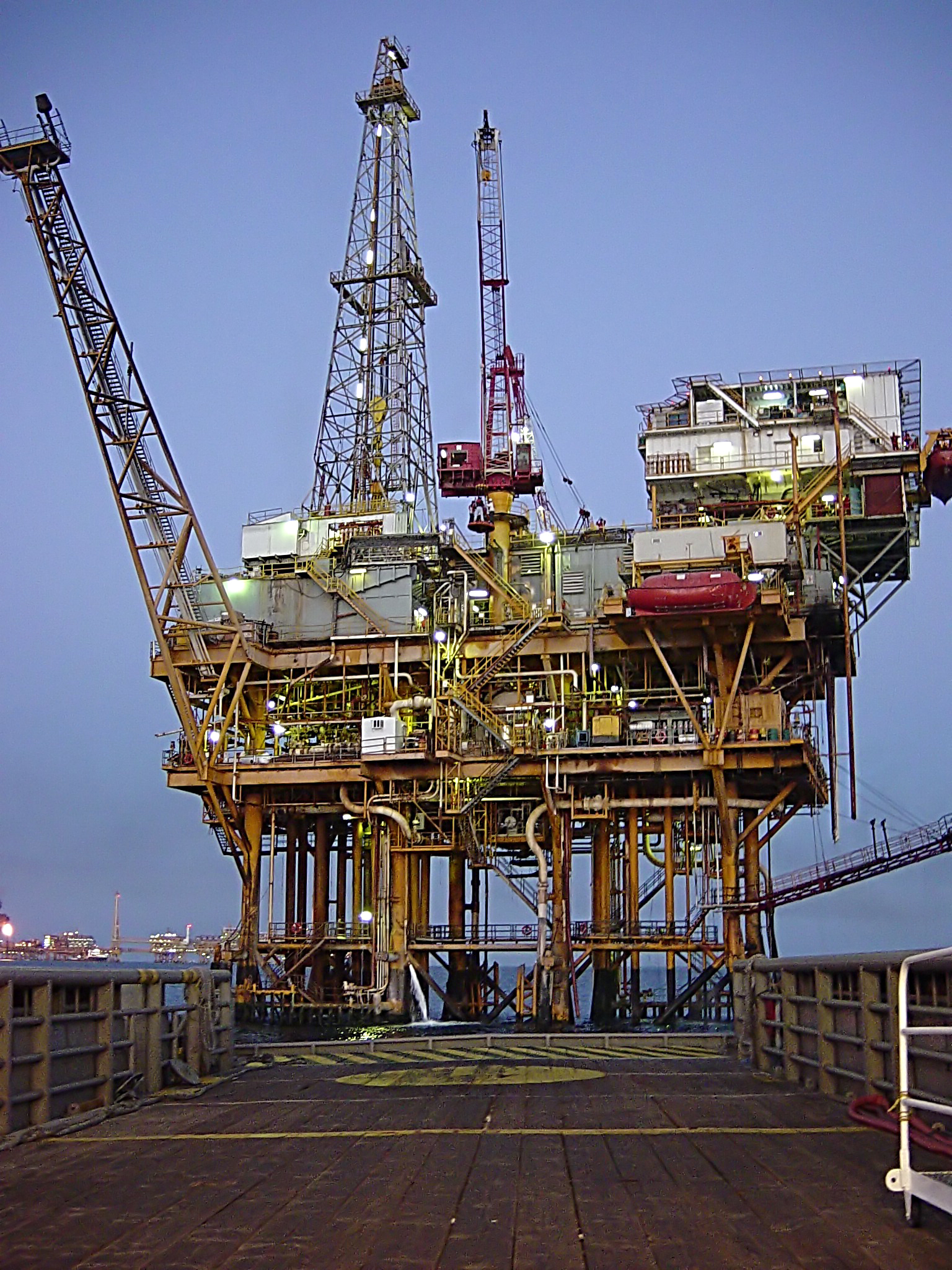
Нафтовидобувна платформа у Мексиканській затоці

Залежно від конструкції і призначення розрізняють:
- самопідіймальні (СПБУ) — використовують для буріння головним чином при глибині моря 30-106 м. Вони є водотоннажним три- або чотириопорним понтоном з виробничим устаткуванням, піднятим над поверхнею моря за допомоги підіймально-стопорних механізмів на висоту 9-15 м. При буксируванні понтон із піднятими опорами знаходиться на плаву; в точці буріння опори опускаються. В сучасних самопідіймальних плавучих бурових платформах швидкість піднімання (опускання) понтону становить 0,005-0,08 м/с, опор — 0,007-0,01 м/с; сумарна вантажопідйомність механізмів до 10 тис. т. За способом піднімання розрізняють підіймачі крокуючої дії (в основному пневматичні і гідравлічні), неперервної дії (електромеханічні). Конструкція опор забезпечує можливість встановлення бурових платформ на ґрунт з тривкістю не менш 1400 кПа при максимальному заглибленні їх у ґрунт до 15 м. Опори мають квадратну, призматичну або сферичну форму, по всій довжині обладнуються зубчастою рейкою і закінчуються башмаком.
- напівзанурені (понтон з виробничим обладнанням) — використовують для буріння свердловин в основному при глибині моря 100—300 м. Вони є понтоном з виробничим обладнанням, піднятим над поверхнею моря (на висоту до 15 м) з допомогою 4 і більше стабілізаційних колон, які опираються на підводні корпуси (2 і більше). Бурові платформи транспортують до точки буріння на нижніх корпусах при осіданні 4-6 м. Плавуча бурова платформа занурюється на 18-20 м шляхом набору водяного баласту в нижні корпуси. Для утримання напівзанурених бурових платформ використовується восьмиточкова якірна система, яка забезпечує обмеження переміщення устаткування від гирла свердловини не більше 4 % від глибини моря.
- занурені — застосовують для буріння розвідувальних або експлуатаційних свердловин на нафту і газ на глибині моря до 30 м. Вони є понтоном з виробничим обладнанням, піднятим над поверхнею моря з допомогою колон квадратної або циліндричної форми, нижні кінці яких опираються на водотоннажний понтон або башмак, де розміщені баластні системи. Занурена плавуча бурова платфора кладеться на ґрунт (з утримуючою здатністю не менше 600 кПа) в результаті заповнення водою баластних цистерн водотоннажного понтона.
- стаціонарні — використовують для буріння та експлуатації куща свердловин на нафту і газ при глибині моря до 320 м. З однієї платформи бурять до 60 похило-скерованих свердловин. Стаціонарні бурові платформи є конструкцією у вигляді призми або чотиригранної піраміди, яка піднімається над рівнем моря (на 16-25 м) і опирається на дно з допомогою забитих у дно паль (каркасні бурові платформи) або фундаментних башмаків (гравітаційні бурові платформи). Надводна частина складається з майданчика, на якому розміщені енергетичне, бурове і технологічне устаткування, житловий блок із гелікоптерним майданчиком та інше обладнання загальною масою до 15 тис. Опорний блок каркасних бурових платформ виготовляють у вигляді трубчастої металевої решітки, яка складається з 4-12 колон діаметром 1-2,4 м. Закріплюють блок з допомогою забивних або бурозаливних паль. Гравітаційні платформи виготовляються повністю із залізобетону або комбінованими (опори з металу, башмаки із залізобетону) і утримуються за рахунок маси споруди. Основи гравітаційних бурових платформ складаються з 1—4 колон діаметром 5-10 м. Стаціонарні бурові платформи призначені для тривалої (не менше 25 років) роботи у відкритому морі, тому до них ставляться високі вимоги щодо забезпечення перебування обслуговчого персоналу, підвищеної пожежо- і вибухобезпеки, захисту від корозії, заходів з охорони довкілля та ін. Характерна особливість стаціонарних бурових платформ — постійна динамічність, тобто для кожного родовища розробляється свій проект комплектації платформ енергетичним, буровим і експлуатаційним обладнанням. При цьому конструкцію платформи визначають умови в районі буріння, глибина буріння, дебіт і кількість свердловин, кількість верстатів для буріння.
- бурові судна.

Найпоширеніші самопідіймальні (50 %) та напівзанурені (33 %) бурові платформи.
Найбільша у світі на кінець ХХ століття бурова платформа — «Троль-А» розташована на родовищі газу «Поле Тролей» за 60 км від узбережжя Норвегії. Глибина моря тут — 369 м. Поєднує 39 свердловин в околиці 0,5 км. Строк служби — 50 років.
Україна має 4 самопідіймальні плавучі бурові платформи(оператор: АТ «Чорноморнафтогаз», НАК «Нафтогаз України»): СПБУ «Таврида», СПБУ «Сиваш», СПБУ В-312 «Modu Crimea 2», СПБУ В-319 «Modu Crimea 1». Наразі захоплені РФ: перша працює на Одеській площі(газоконденсатне родовище "Штормове" в Чорному морі, друга — на прикерченському шельфі Чорного моря (Голицінське родовище, площа Суботіна). Ці бурові платформи вже відпрацювали свій ресурс і потребують заміни.

Типи напівзануреної бурової платформи

Інновації в проектуванні та будівництві бурових платформ включають такі технології, як автоматизація та моделювання, горизонтальне буріння, кущове буріння . Офшорна галузь успішно конкурує з наземними свердловинами.

## Окремі види нафтових платформ

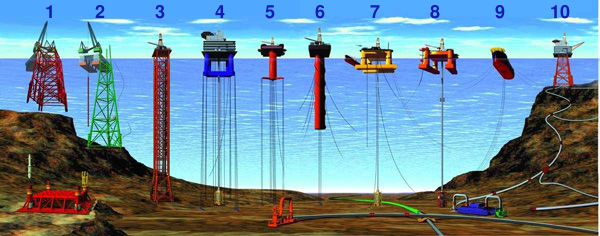

- Платформа баштова бетонна, шарнірно закріплена на дні — бетонна башта пляшкової форми зі сталевою палубою; служить резервуаром для сирої нафти і шельфового вантажного терміналу; складається з гравітаційного фундаменту, кулястого з'єднання, баштового підняття, палуби та робочого обладнання.
- Платформа будівельна — корабель, баржа або інша плавуча споруда, з яких проводиться будівництво або операції зі встановлення обладнання для забезпечення видобування нафти. Визначення не поширюється на стаціонарну платформу або пересувне бурове устатковання.
- Платформа бурова гравітаційна бетонна — жорстка шельфова бурова платформа з залізобетону; використовується для буріння свердловин на етапі освоєння родовищ. Платформа транспортується до місця буріння у сторч; на точці буріння високі кесони, які є основою платформи, затоплюються і відповідно платформа занурюється і опирається на морське дно. Завдяки великій власній масі платформа міцно встановлюється на місці буріння.
- Платформа бурова кесонного типу — стаціонарна шельфова бурова платформа, встановлена на сталевих кесонах; використовується для буріння експлуатаційних свердловин. Кесони жорстко закріплюються на морському дні; зверху на них встановлюють бурові та експлуатаційні платформи. Платформи цього типу використовуються у районах Арктики, коли виникає необхідність захисту обладнання від плаваючої криги.
- Платформа бурова стаціонарна зі сталевим опорним блоком — висока вертикальна секція, виготовлена з циліндричних сталевих елементів, прикріплена до дна за допомогою забитих у морське дно паль і використовується для буріння свердловин на стадії освоєння родовища. На опорному блоці розташовані додаткові секції, житлові приміщення для персоналу бурового устатковання та всього устаткування, необхідного для ведення бурових робіт.
- Платформа дослідницька — платформа з екіпажем, призначена для океанографічних і метеорологічних досліджень на шельфі, для випробувань у реальних умовах різних систем.
- Платформа експлуатаційна — платформа, споряджена необхідним устаткуванням для прийняття нафти чи газу по викидних лініях із шельфових свердловин, де проводиться їх первинне технологічне оброблення, стискування і нагнітання, що передують транспортуванню. Це може бути звичайна бурова платформа, платформа-термінал родовища.
  - Платформа експлуатаційна кущова — підводна експлуатаційна система, у якій свердловини приєднуються за допомогою маніфольда до єдиного гирлового устаткування.
- Платформа з надмірною плавучістю — сталева платформа, прикріплена до морського дна якорями, верхня частина якої здатна рухатися або «узгоджуватися» з силою хвиль.
  - Платформа напівзанурена з розтягнутими опорами — платформа з надлишковою плавучістю, утвореною за рахунок вертикально натягнутої якірної системи.
- Платформа навантажувальна, шарнірно закріплена на дні — платформа для завантаження танкерів у морі з розташованої поблизу експлуатаційної системи родовища. Прикладом є бетонна, баштова платформа, шарнірно закріплена на дні.
- Платформа пальова сталева — бурова й експлуатаційна платформа, виготовлена як сталева конструкція і встановлена на палях; традиційно застосовується в багатьох районах світового шельфу.
- Платформа прив'язна — плавуча платформа, яка швартується за допомогою довгих кабелів, закріплених до якірних паль на морському дні; служить як експлуатаційна платформа для розробки малодебітних родовищ.
- Платформа самопідіймальна — платформа, на якій встановлюється піднімальний кран з великою вантажопідйомністю; особливо часто використовується для робіт при будівництві під водою.
- Платформа стаціонарна — споруда, побудована зі сталі та бетону і жорстко прикріплена до дна моря.
  - Платформа стаціонарна на одиночній опорі — шельфова сталева платформа, палуба якої підтримується однією циліндричною сталевою колоною великого діаметра.
- Платформа-термінал родовища — експлуатаційна платформа, яка є центром активності програми розробки родовища. До платформи підводять водовіддільні колони зі свердловин та інших бурових платформ; на станції контролю проводять первинне оброблення нафти і газу перед транспортуванням.

## Засоби контролю і автоматизації на морських платформах
Специфіка роботи морських платформ вимагає максимального зменшення кількості обслуговуючого персоналу, що доповнюється об'ємами і високою якістю засобів контролю, вимірювання і автоматичного управління, які використовуються на платформах.
Сучасні засоби контролю і автоматизації для морських об'єктів виготовляються з врахуванням вологи, вібрації платформи, надійності експлуатації і інших не менш важливих параметрів.
Для тропічних умов виникають ще і біологічні фактори, до яких відносяться плісняві гриби, що інтенсивно розвиваються в умовах підвищеної вологи і високих температур.
Ізоляційні матеріали на основі целюлози при дії грибків погіршують свої механічні і електронні параметри і можуть руйнуватися.
Грибки стійкі до солей міді й діють на лаки, пластмасу і фірби.
Постійна вібрація і періодичні коливання естакад і основ з знакозмінною і рівновеликою амплітудою, викликані хвилюванням моря великими швидкостями вітру і динамікою обладнання не дозволяють проводити точні заміри і частий ремонт приладів.
Перераховані фактори вимагають, щоб при розробці спеціальних приладів і засобів контролю враховувалась морська специфіка їх експлуатації.
Автоматизація технологічних процесів підготовки нафти і природного газу. При проектуванні блочно-комплексного обладнання підготовки нафти і природного газу передбачається, як правило, автоматизована робота технологічних апаратів, установок, централізований контроль технологічним процесом, технологічна і аварійна сигналізація, захист і блокування технологічного обладнання і установок, що дозволяє експлуатувати обладнання без постійного перебування обслуговуючого персоналу або з максимальним скороченням його чисельності.
Об'єм автоматизації, умови монтажу і експлуатації приладів і засобів автоматизації технологічних процесів промислової підготовки нафти і природного газу технічних засобів контролю і автоматики:
- прилади контролю, регулювання і сигналізація температури;
- прилади контролю, регулювання і сигналізації тиску;
- прилади контролю, сигналізації і регулювання рівня;
- пристрої допоміжні;
- пристрої регулюючі;
- виконавчі пристрої;
- прилади визначення якості і складу середовища.

Для забезпечення морських платформ засобами контролю і автоматики необхідно:
- встановлювати обладнання і прилади в приміщеннях, які понижують або виключають дію більшої частини кліматичних факторів на прилади;
- у випадках установки обладнання на відкритому повітрі розміщувати прилади, які контролюють найбільш важливі параметри, в спеціальних приміщеннях, які обігріваються або кондиціонуються або в блок боксах, шафах, що дозволяють зменшити дію ряду кліматичних факторів;
- передбачати спеціальні захисні лакофарбові або гальванічні покриття;
- установити амортизуючі пристрої для зменшення вібрації і інших динамічних дій.

## Найбільш глибокі нафтові платформи
Найбільш глибока нафтова платформа в світі — це Пердідо в Мексиканській затоці на глибині води 2438 метрів (7999 футів).
Не плаваючі сумісні вежі та нерухомі платформи, за глибиною:
- Платформа Petronius, 535 м (1755 футів);
- Платформа Baldpate, 502 м (1647 футів);
- Тролль A, 472 м (1 549 футів);
- Платформа Bullwinkle, 413 м (1355 футів);
- Платформа «Помпано», 393 м (1289 футів);
- Бенгела-Беліз, платформа Lobito-Tomboco, 390 м (1280 футів);
- Платформа Gulfaks C, 380 м (1250 футів);
- Платформа Tombua Landana, 366 м (1201 футів);
- Гармонія Платформа, 366 м (1201 футів).

## Інтернет-ресурси
- Exploring the Future of Offshore Oil and Gas Development in BC: Lessons from the Atlantic [Архівовано 4 березня 2016 у Wayback Machine.]
- Offshore Oil Drilling News Offshore Oil Drilling News
- Oil Rig Disasters Listing of Oil Rig Accidents
- Oil Rig Photos [Архівовано 5 серпня 2019 у Wayback Machine.] Collection of pictures of Drilling Rigs and Production Platforms
- Novel concept to use off-shore oil platforms for fresh water production [Архівовано 9 грудня 2013 у Wayback Machine.]
- Oil Rig Jobs [Архівовано 18 жовтня 2013 у Wayback Machine.]
- СПБУ "Тавріда" на ресурсі MarineTraffic [Архівовано 17 листопада 2021 у Wayback Machine.]
- СПБУ "Сиваш" на ресурсі MarineTraffic [Архівовано 17 листопада 2021 у Wayback Machine.]
- СПБУ "Modu Crimea 2" на ресурсі MarineTraffic [Архівовано 17 листопада 2021 у Wayback Machine.]
- СПБУ "Modu Crimea 1" на ресурсі MarineTraffic [Архівовано 17 листопада 2021 у Wayback Machine.]